# Смирнов, Андрей Васильевич (хоккеист)
Андрей Васильевич Смирнов (род. 19 апреля 1970) — советский хоккеист, нападающий.

## Биография
Воспитанник новокузнецкого «Металлурга», дебютировал за команду в первенстве первой лиги сезона 1987/88. Армейскую службу проходил, выступая за клубы первой лиги СКА Новосибирск (1989/90) и СКА МВО Тверь (1990/91), второй лиги ЦСКА-2 (1991/92). С сезона 1991/92 — в «Металлурге», за который провёл в МХЛ, РХЛ, Суперлиге восемь сезонов (1992/93 — 1997/98, 2000/01). Также играл за команды «Шахтёр» Прокопьевск (1992/93 — 1993/94, 2002/03), «Металлург-2» Новокузнецк (1994/95 — 1997/98, 1998/99, 2000/01, 2004/05), «Мотор» Барнаул (1998/99, 1999/2000, 2003/04), «Рубин» / «Газовик» Тюмень (1998/99, 2001/02), «Вымпел» Междуреченск (2001/02).